# Hemiptocha agraphella
Hemiptocha agraphella is een vlinder uit de familie van de grasmotten (Crambidae). De wetenschappelijke naam van de soort is voor het eerst geldig gepubliceerd in 1905 door Paul Dognin. Het is de typesoort van het geslacht Hemiptocha, dat Dognin in dezelfde publicatie als nieuw beschreef.
Het exemplaar dat Dognin beschreef kwam uit Tucumán in Argentinië.